# Blockbuster
Blockbuster (ранее — Blockbuster Video) — американская сеть видеопрокатных магазинов, просуществовавшая с 1985 по 2014 год. Была основана в Далласе, в дальнейшем став многопрофильной, с иностранными филиалами, компанией в сфере аренды видеоигр, стриминга, видео по запросу, DVD по почте и кинотеатрах (мультиплексах).
Активно расширяясь в 1990-х годах в США и на международном уровне, компания достигла своего пика в 2004 году. В ней работали 84,3 тысяч сотрудников в 9094 магазинах. Компания «Blockbuster» имела магазины в Австралии, Бразилии, Канаде, Дании, Германии, Гонконге, Ирландии, Израиле, Японии, Мексике, Новой Зеландии, Норвегии, Перу и Великобритании.
Плохое управление и влияние экономического кризиса 2008—2013 годов стали основными факторами, приведшими к упадку «Blockbuster’а», как и растущая конкуренция со стороны службы почтовых заказов «Netflix», видео по запросу (включая потоковую службу «Netflix») и автоматизированных киосков «Redbox». Значительная потеря доходов произошла в конце 2000-х годов, и компания подала заявление о банкротстве в 2010 году.
В 2011 году оставшиеся 1700 магазинов «Blockbuster’а» были куплены провайдером спутникового телевидения «Dish Network», а к 2014 году были закрыты последние 300 магазинов прокатной сети. Хотя корпоративная поддержка бренда закончилась, «Dish Network» сохранила небольшое количество соглашений о франшизе, что позволило некоторым частным франшизам оставаться открытыми.
После серии дальнейших закрытий, в 2019 году остался единственный действующий франчайзинговый магазин, расположенный в орегонском городе Бенд.

## История

### Основание и развитие, 1985—1996

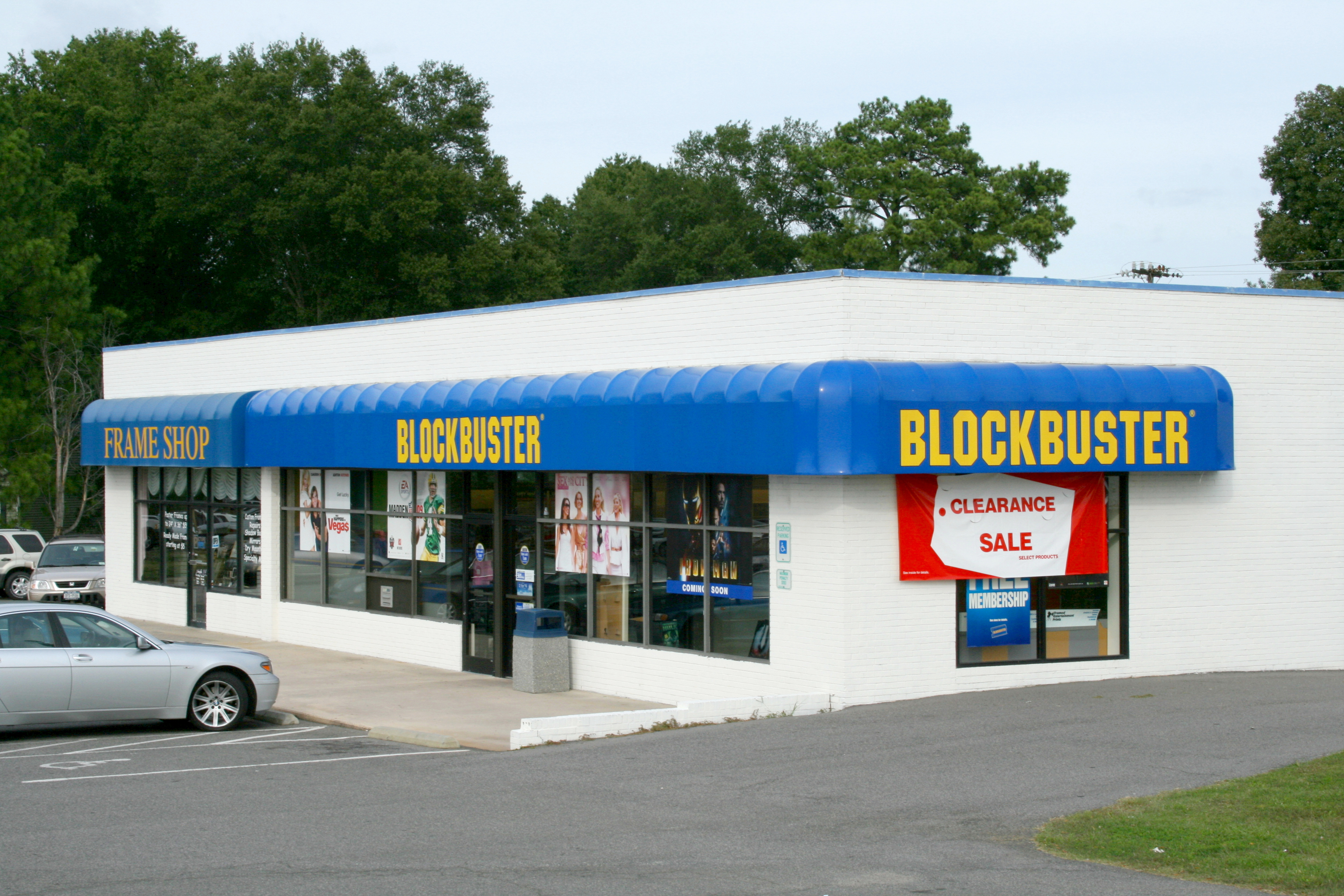
Магазин «Blockbuster» в Дареме, Северная Каролина, 2008 год

Компания «Blockbuster» ведёт своё происхождение с основанной Дэвидом Куком в 1978 году компании Cook Data Services. Основной целью компании было предоставление услуг программного обеспечения для нефтяной и газовой промышленности по всему Техасу, но её бизнес не увенчался успехом. Жена Дэвида, Сэнди Кук, обратила внимание на новый бизнес видеопроката. Пара начала изучать отрасль и её перспективы. Используя прибыль от продажи дочерней компании David P. Cook & Associates, он решил купить франшизу видеомагазина Video Works в Далласе. Когда Video Works не позволила ему оформить интерьер своего магазина по своему вкусу, он отказался от франшизы и открыл первый «Blockbuster Video» в 1985 году под своим собственным брендом «Blockbuster Video Inc.». Когда Дэвид Кук осознал потенциал видеопроката, он полностью отказался от продолжения работы в нефтяной промышленности и начал франчайзинг магазина «Blockbuster».
Первый магазин сети «Blockbuster» открылся 19 октября 1985 года в Далласе с материальной основой в 8 тысяч видеокассет VHS и 2 тысяч кассет «Betamax». Название сети происходило от голливудского термина «блокбастер», обозначающего успешный фильм. Опыт Дэвид Кука в управлении огромными базами данных оказался полезным для продвижения инноваций в отрасли. После успеха первых магазинов компании Кук построил склад стоимостью 6 миллионов долларов в техасском Гарленде, чтобы помочь поддержать быстрый рост и открытие новых магазинов. «Blockbuster» часто подбирал инвентарь каждого магазина под конкретный район, основываясь на локальной демографии.
В 1987 году соучредитель «Waste Management» Уэйн Хейзенга, который изначально имел сомнения по поводу входа в индустрию видеопроката, согласился приобрести несколько магазинов «Blockbuster». В то время у компании было уже 19 магазинов. На неё и обратил внимание Джон Мел — соратник Хейзенги. Новая сеть демонстрировала высокую прибыльность, к тому же работала по бизнес-модели ориентированной на семейные интересы и запросы, и без проката порнографии. Хейзенга и Мелк использовали также методы из своего бизнеса по переработке отходов и модель развития Рэя Крока, чтобы быстро расширять сеть «Blockbuster», и вскоре они открывали новый магазин каждые 24 часа, или даже каждые 17 часов, на протяжении шести лет подряд. Они приобрели много магазинов для франшизы «Blockbuster». Хейзенга финансово основательно вложился в новый проект в конце 1980-х годов, что выразилось, в том числе в приобретении несколько конкурентов «Blockbuster’а», включая «Major Video».
В 1989 году «Nintendo» попыталась запретить сдачу видеоигр в прокат в сети «Blockbuster», подав несколько исков и лоббируя в Конгрессе США соответствующий закон. В конечном итоге «Nintendo» проиграла иск «Nintendo» против «Blockbuster», что открыло путь будущему широкому прокату видеоигр в США.
С 1990 по 1993 год «Blockbuster» спонсировал три кубка в американском футболе «Pop-Tarts Bowl» (тогда они шли под наименованием «Blockbuster Bowl»), игры проводились на «Хард Рок Стэдиум» за пределами Майами.

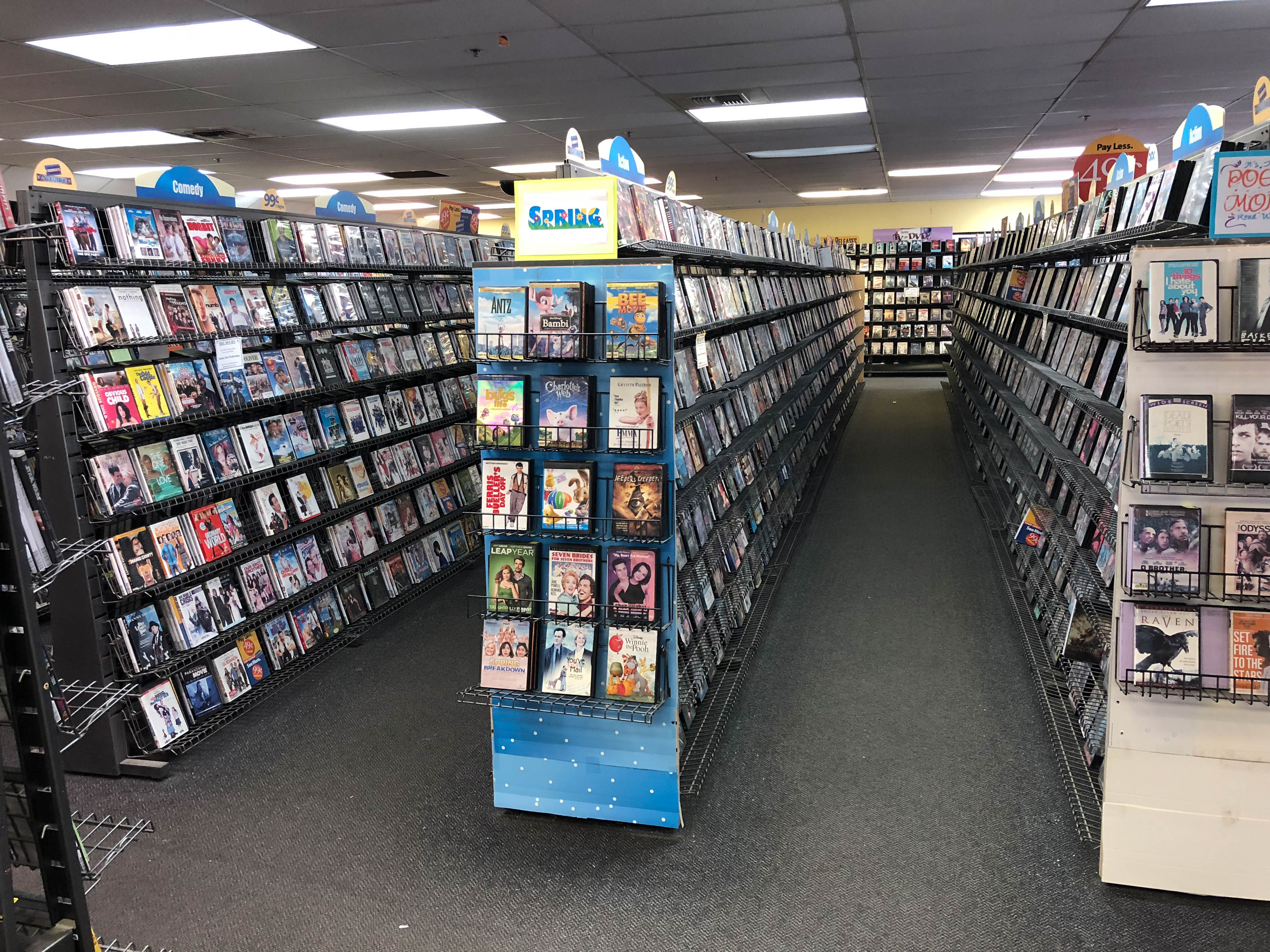
Интерьер магазина сети в Анкоридже, Аляска

В 1990 году «Blockbuster» купила своего конкурента сеть «Erol's», у которой было более 250 магазинов. В 1992 году компания «Blockbuster» приобрела музыкальные розничные сети «Sound Warehouse» и «Music Plus» и создала «Blockbuster Music». В октябре 1993 года сеть «Blockbuster» приобрела контрольный пакет акций медиакомпании «Spelling Entertainment Group», которой управлял телевизионный продюсер Аарон Спеллинг. 22 ноября 1993 года «Blockbuster» приобрела «Super Club Retail Entertainment Corp.» у «Philips Electronics» за 5,2 млн собственных акций. Это ввело в корпорацию около 270 музыкальных магазинов «Record Bar», «Tracks», «Turtles» и «Rhythm and Views» и около 160 видеомагазинов. Она также владела 35 % «Republic Pictures»; эта компания объединилась со «Spelling» в апреле 1994 года.
«Blockbuster» стала многомиллиардной компанией, но Хейзенга беспокоился о том, как новые технологии вроде «видео по запросу» и рост кабельного телевидения могли угрожать бизнесу. В 1991 году, всего через три дня после того, как «Time Warner» объявила о том, что модернизирует свою кабельную систему, акции «Blockbuster’а» упали более чем на 10 %. В 1993 году он предпринял попытку расширения в других сферах бизнеса, инвестировав в компанию «Viacom». Хейзенга также рассматривал возможность покупки кабельной компании, но это была неизведанная и рискованная зона предпринимательской активности для «Blockbuster’а», и он решил не рисковать. У него также была идея постройки крупного спортивно-развлекательного парка «Blockbuster» площадью 2500 акров (1012 га) во Флориде, что в «Blockbuster’е» рассматривали вплоть до августа 1994 года. Он, ввиду всё возрастающей сложности ведения бизнеса видеопроката, принял решение продать «Blockbuster» «Viacom’у» и выйти из дела. Компания «Viacom» приобрела сеть «Blockbuster» в 1994 году за 8,4 млрд долларов, чтобы профинансировать свою заявку на «Paramount» в ценовой войне с «QVC Network Inc.». Акции «Blockbuster’а» неуклонно падали в течение нескольких месяцев до слияния, с небольшим ростом после объявления о сделке, и ко второй половине десятилетия их стоимость, по оценкам, упала всего до 4,6 млрд долларов.

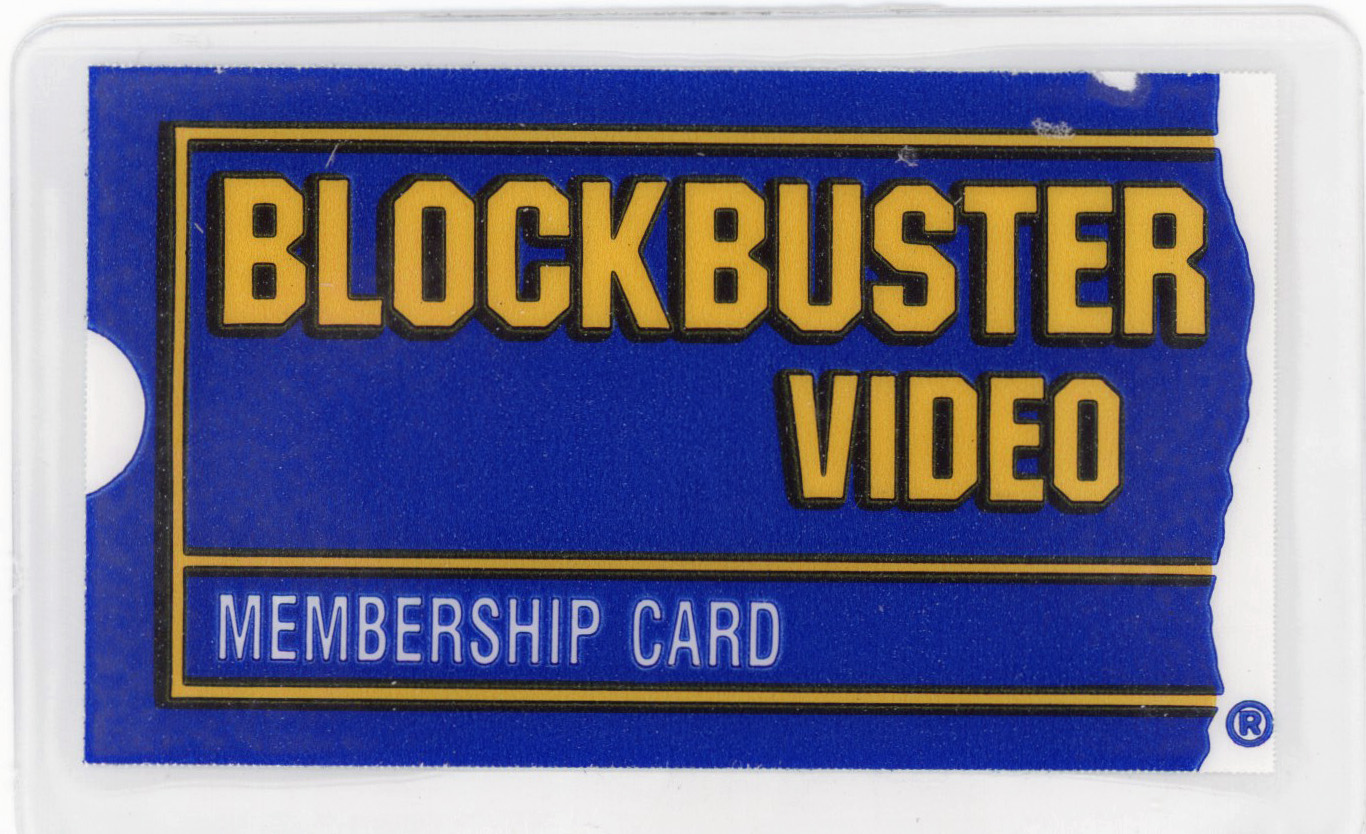
Членская карта сети

Концепция «Blockbuster Block Party» была протестирована на рынке в Альбукерке и Индианаполисе в 1994 году. Это был развлекательный комплекс, ориентированный на взрослых, содержащий восемь тематических зон, в которых размещались ресторан, игры, лазертаг-арена и аттракционы симуляторов движения. Он размещался в здании без окон размером с городской квартал.
В 1990-х годах Blockbuster расширился в Соединённом Королевстве, купив сеть «Ritz Video».
Первоначальная компания «Blockbuster’а», «Blockbuster Video Inc.», была объединена с материнской компанией «Blockbuster Entertainment Inc.», которая ранее заменила «Blockbuster Entertainment Company». В 1996 году «Blockbuster Entertainment Inc.» объединилась в новую «Blockbuster Entertainment Corporation», а розничные магазины, до того называвшиеся «Blockbuster Video», были переименованы в «Blockbuster». Логотип немного изменился, но сохранил шрифт «ITC Machine». В ноябре 1996 года компания «Blockbuster» подтвердила, что переносит свою штаб-квартиру из Форт-Лодердейла, Флорида, в здание Renaissance Tower в центре Далласа. Большинство работников штаб-квартиры во Флориде не хотели переезжать в Техас, поэтому «Blockbuster» планировала нанять около 500—600 новых сотрудников для своей штаб-квартиры в Далласе. Компания предложила различные пакеты переезда всем своим сотрудникам в Форт-Лодердейле.

### Финансовый пик, 1997—2006
В июне 1997 года президент Taco Bell Джон Антиоко ушел из компании фаст-фуда и стал генеральным директором «Blockbuster’а». Также в том же году Warner Bros. предложила Антиоко эксклюзивную сделку по аренде, поскольку DVD стали новым носителем домашнего видео. «Blockbuster’у» со стороны голливудских крупных компаний было предложено иметь право сдавать на прокат DVD с новыми фильмами, прежде чем они бы поступали в широкую продажу. Взамен студии должны были получать 40 % доходов от их проката. Аналогичная сделка уже действовала в отношении проката видеокассет. «Blockbuster» отклонил это предложение, и студии в ответ снизили оптовую цену на DVD, чтобы конкурировать с индустрией проката. Walmart воспользовался новой возможностью и через несколько лет превзошел «Blockbuster», став крупнейшим источником дохода для киностудий. Вскоре этому примеру последовали и другие американские ритейлеры, продававшие DVD по ценам ниже оптовой, компенсируя убытки с них привлечением бо́льшего количества клиентов в свои магазины, продавая им другие товары. Из-за невозможности конкурировать с такими ценами на дисковые носители бизнес-модель «Blockbuster’а» серьёзно пострадала.

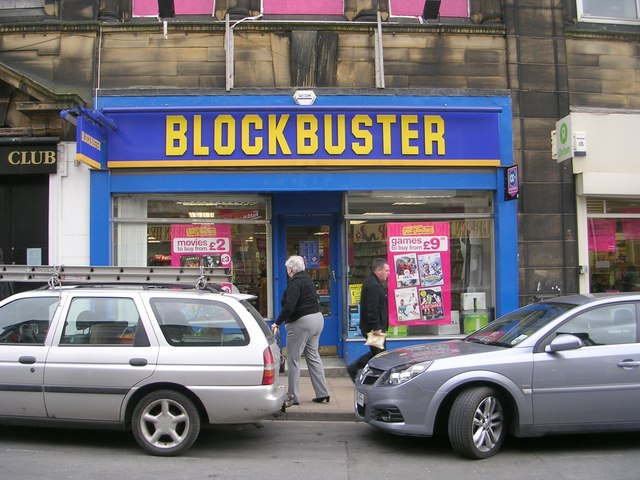
Магазин «Blockbuster», Нортгейт, Западный Суссекс, Кроли (Западный Суссекс)

В 1998 году «Blockbuster» создала компанию DEJ Productions, которая приобрела 225 фильмов для предоставления эксклюзивного контента магазинам «Blockbuster», пока не была продана компании First Look Studios в 2005 году. В том же году «Blockbuster» купил ирландский магазин видеопроката Xtra-vision с более чем 200 магазинами в Ирландии и Великобритании. В 2009 году «Blockbuster» продала свои ирландские предприятия компании «Birchall Investments», а несколько магазинов «Xtra-vision» в Соединённом Королевстве были переименованы в «Blockbuster».
В конце 1998 года «Blockbuster» запустил программу лояльности под названием «Blockbuster Rewards», которая позволяла клиентам получать бесплатный прокат, включая один старый фильм каждый месяц из категории «Избранное Blockbuster». После тестового запуска в 1998 году сеть распространила эту программу по всей стране в 1999 году. Сотрудник из Алабамы, продал больше всего членств «Blockbuster Rewards» среди всех сотрудников компании в США, реализовав более 1600 этих договоров к июню 1999 года, всего через 6 месяцев после того, как программа стала общенациональной.
В августе 1999 года «Viacom» продала сеть «Blockbuster Music» компании «Wherehouse Entertainment», которая впоследствии была куплена «Trans World Entertainment» в 2003 году.
В середине 2000 года компания «Blockbuster» стала партнёром «Enron» в попытке создать услугу «видео по запросу». Соглашение должно было продлиться 20 лет. Однако Enron расторгла сделку в марте 2001 года из-за опасений, что «Blockbuster» не сможет предоставить достаточно фильмов для этого сервиса. В том же году «Enron» подала заявление о банкротстве.
Также в 2000 году «Blockbuster» отказался от возможности приобрести молодую компанию «Netflix» за 50 миллионов долларов. Тогда Джон Антиоко, по воспоминаниям основателя «Netflix» Марка Рэндольфа, с трудом сдержал смех на предложение купить стриминговый сервис.
В 2002 году Blockbuster приобрела «Movie Trading Company», сеть из Далласа, которая покупала, продавала и сдавала в прокат фильмы и компьютерные игры, чтобы изучить потенциальные бизнес-модели для торговли DVD и играми. Также в том же году она приобрела «Gamestation» — британскую сеть розничных продавцов компьютерных и консольных игр, насчитывающую 64 магазина, и купила «DVD Rental Central» за 1 миллион долларов, небольшую семейную компанию из Аризоны, занимающуюся онлайн-прокатом DVD и имеющую около десяти тысяч подписчиков. «DVD Rental Central» в конечном итоге стал «Blockbuster Online».
14 октября 2004 года компания «Blockbuster» была выделена из «Viacom». Онлайн-подписка на DVD была введена на «Blockbuster.com», также известном как «Blockbuster Online». «Blockbuster» также внедрила концепцию «Game Rush» — «магазин в магазине» примерно в 450 заведениях, управляемых компанией. «Blockbuster» начала торговать компьютерными играми и DVD в некоторых своих магазинах в США.

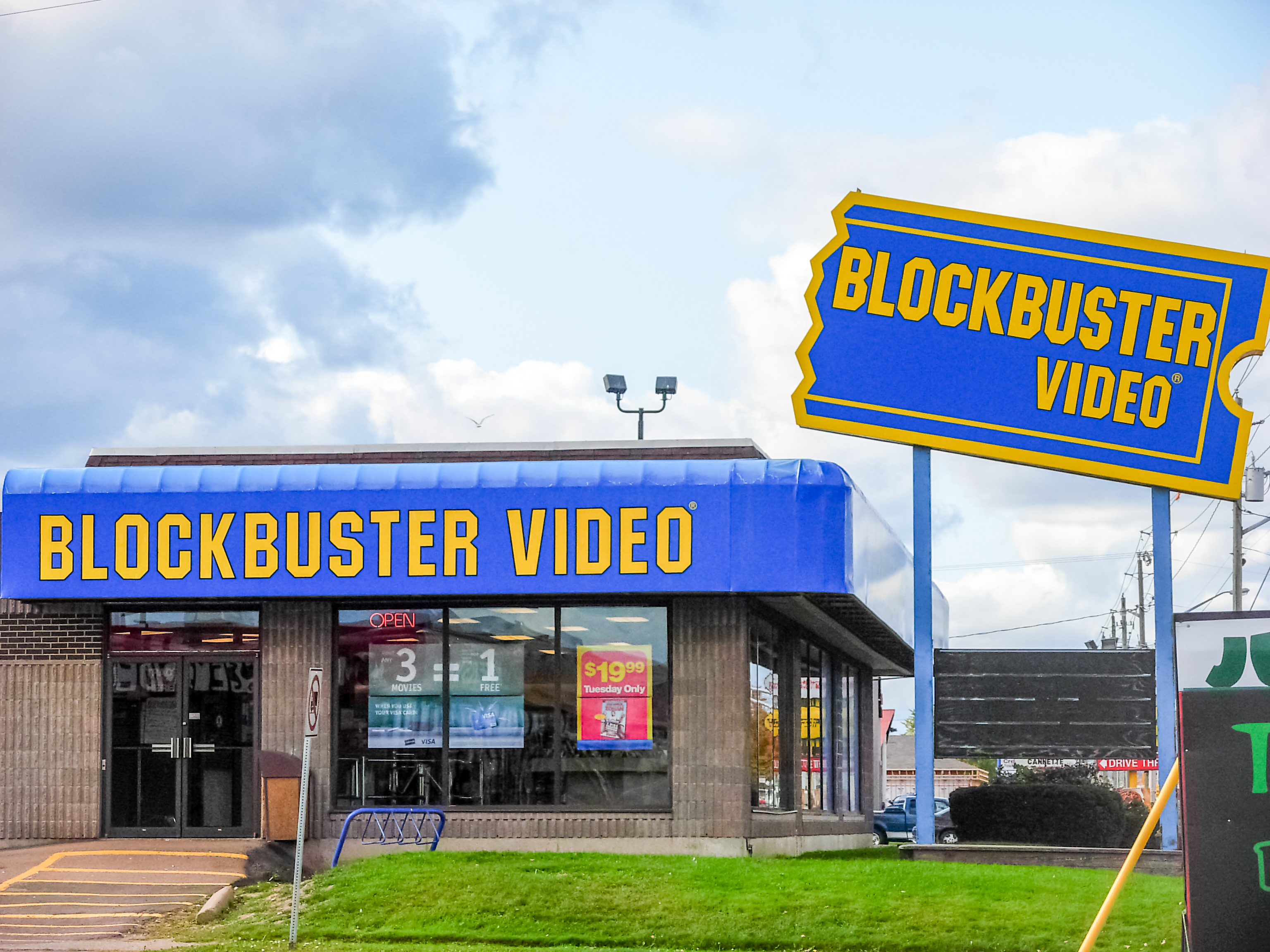
Магазин в Монктоне, Канада, 2008 год

На пике своего развития в 2004 году у компании «Blockbuster» было более 9000 магазинов по всему миру. В декабре 2004 года компания «Blockbuster» объявила о своем намерении осуществить недружественное поглощение сети «Hollywood Video», своего главного конкурента в США. После нескольких продлений тендерного предложения, «Blockbuster» отказался от покупки из-за возражений Федеральной торговой комиссии.
Чтобы противостоять предложению «Blockbuster’а», в «Hollywood Video» согласились на продажу в январе 2005 года его конкуренту — компанией «Movie Gallery» из Алабамы. Позднее «Movie Gallery» дважды подавала заявление о банкротстве, а вся сеть её магазинов была ликвидирована.
В мае 2005 года финансист и корпоративный рейдер Карл Икан провел успешное прокси-внедрение за то, чтобы включить себя и двух других членов в совет директоров «Blockbuster’а». Икан обвинил председателя и генерального директора «Blockbuster’а» Джона Антиоко, который занимал эту должность с 1997 года, в выплате себе 51,6 миллиона долларов за 2004 год. Икан был в разногласиях с Антиоко также и по поводу того, как восстанавливать прибыль «Blockbuster» и как возвращать выручку компании, которая потеряла 1,25 миллиарда долларов в 2004 году из-за ухода клиентов. В январе Антиоко отменил с клиентов начисление пени за просрочку платежей за прокатные продукты. Он запустил интернет-сервис и решил сохранить независимость компании, в то время как Икан хотел продать её частной инвестиционной компании.
В 2005 году «Blockbuster» начал кампанию по продвижению своей политики «Больше никаких штрафов за просрочку платежа». Кампания оказалась неоднозначной: агентство «Ассошиэйтед Пресс» сообщило, что новая политика фактически взимала с пользователей полную стоимость фильма или игры через восемь дней проката, тогда как ранее они могли это отменить, вернув соответствующий продукт и заплатив комиссию. Более 40 штатов подали иск против компании за ложную рекламу. Позже «Blockbuster» урегулировал иск, согласившись на возмещения клиентам, а также пообещав более подробно объяснить прокатную политику.

#### Премия
С 1995 по 2001 год сеть «Blockbuster» проводила ежегодную церемонию награждения своей премией за достижения в области кинобизнеса, музыки и видеоигр, под названием Blockbuster Entertainment Awards. В ноябре 2001 года сеть «Blockbuster» объявила, что отменит церемонию награждения 2002 года из-за опасений по поводу снижения зрительской аудитории и посещаемости мероприятия знаменитостями после терактов 11 сентября 2001 года.

### После 2015 года

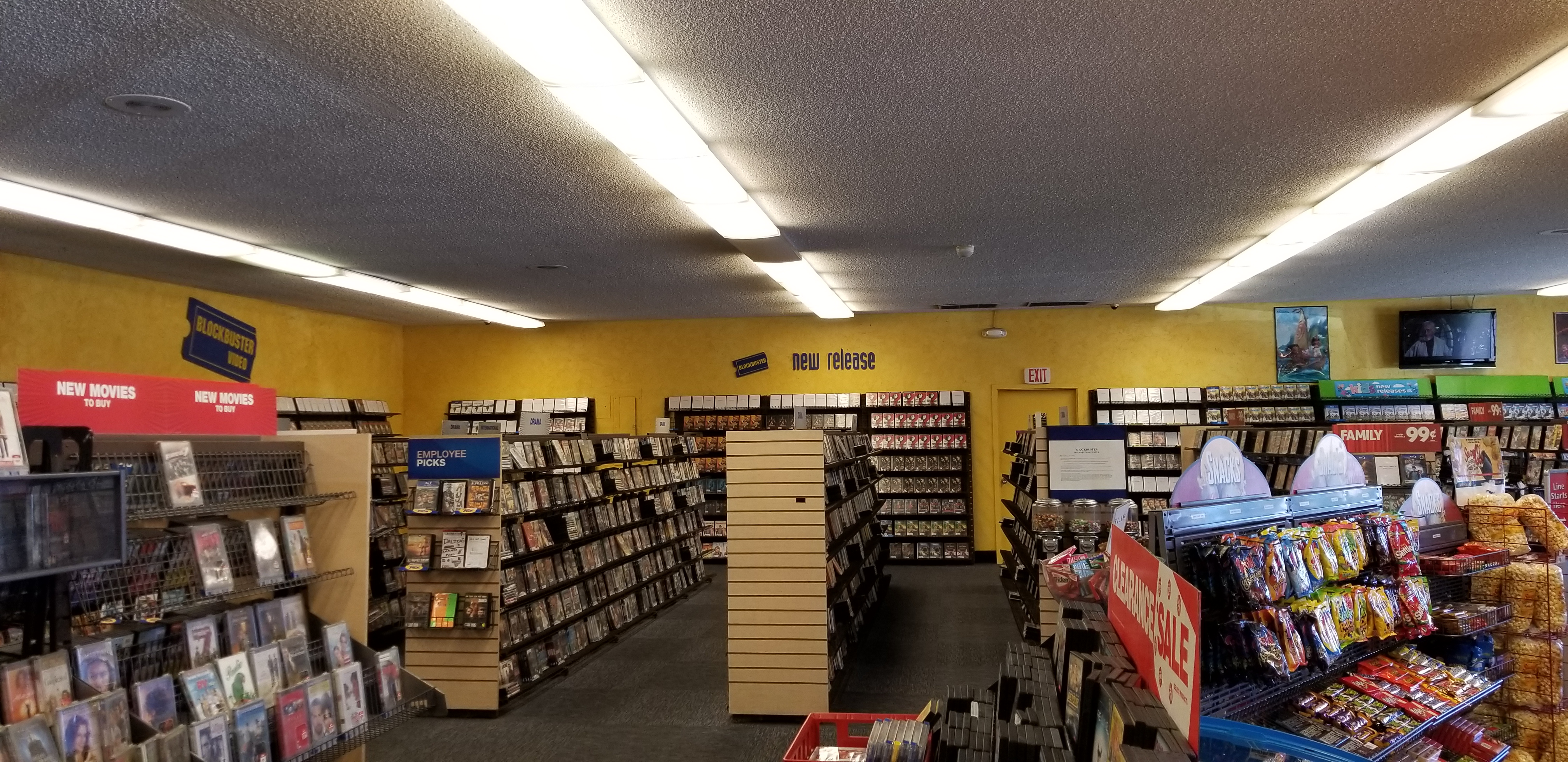
Последний действующий «Блокбастер» (Орегон) в мире. Город Бенд, Орегон

Хотя магазины Blockbuster имели возможность оставаться открытыми, заплатив лицензионный сбор компании «Dish», корпоративное юридическое лицо больше не могло поставлять фирменную продукцию, что вынуждало франчайзи разрабатывать и производить собственную. Продолжалось закрытие последних магазинов. К январю 2018 года на веб-сайте компании было указано девять оставшихся магазинов в США, из них шесть было на Аляске, два в Орегоне и один в Техасе. Восемь из этих девяти магазинов закрылись к августу 2018 года, остался только один магазин в Бенде, штат Орегон.
В январе 2020 года закрылся последний оставшийся магазин за пределами США, расположенный в Даргавилле, Новая Зеландия. Магазин в Бенде стал последним действующим магазином сети «Blockbuster» в мире. Он стал туристической достопримечательностью, где хранятся памятные вещи из точек «Blockbuster’а» и реквизит из фильмов Рассела Кроу, которые Джон Оливер пожертвовал магазину на Аляске. В августе 2020 года магазин был выставлен на «Airbnb» в качестве аренды для ночёвки (пижамной вечеринки) в стиле 1990-х годов на три отдельные ночи в сентябре; каждая из них была ограничена гостями только из локального района в связи с пандемией COVID-19.
Компания, которая управляла сетью «Blockbuster» до её продажи «Dish», номинально продолжает действовать под названием BB Liquidating Inc. и торгуется как пенни-сток. Однако у неё больше нет никаких активов или связей с брендом «Blockbuster» или с его оставшимся локациями франшизы. В ходе скачка цен на акции GameStop в январе 2021 года, акции «BB Liquidating» резко выросли, несмотря на то, что «никакой ценности для акционеров в процессе ликвидационного банкротства не было, даже при самом оптимистичном сценарии».
21 сентября 2022 года в аккаунте «Blockbuster’а» в Твиттере было объявлено о проведении чемпионата мира по видеоиграм «Blockbuster World Video Game Championship 3». Мероприятие проводилось во время «Portland Retro Gaming Expo 2022». 23 марта 2023 года сайт «Blockbuster» был повторно активирован с сообщением «Мы работаем над перемоткой вашего фильма».

## В культуре
- В 2022 году компания «Netflix» выпустила сериал «Blockbuster[англ.]» о работе вымышленного последнего магазина сети, хотя и в другой локации, но частично по истории работы магазина в орегонском Бенде[89][90].
- 2 серия 21 сезона мультсериала «Гриффины» — «Бенд или Блокбастер», рассказывает о том, как семейство Гриффинов отправилось в последний магазин Blockbuster, чтобы взять видеокассету для семейного просмотра[91][92].